# Copa de Corea del Sur 2024
La Copa de Corea del Sur 2024, llamada por razones de patrocinio como «Hana Bank Copa de Corea 2024», fue la 29.ª edición de esta competición anual de la Copa de Corea del Sur. Para esta edición, los ocho mejores equipos de la K5 League obtuvieron la clasificación al torneo. Se utilizó el árbitro asistente de video (VAR) en las semifinales y final.
Pohang Steelers partió como el campeón defensor y logró el bicampeonato tras derrotar en la final al Ulsan HD el 30 de noviembre de 2024 por 3:1 en el Estadio Mundialista de Seúl, logrando su sexta conquista en la copa de corea, convirtiéndose en el máximo ganador de la competencia. Además logró la clasificación para la Liga de Campeones 2 2025-26.

## Calendario
| Etapa            | Fechas                         | Partidos | Número de equipos participantes | Clubes entrantes en esta ronda |
| ---------------- | ------------------------------ | -------- | ------------------------------- | --- |
| Primera ronda    | 9–10 de marzo                  | 14       | 31 → 16                         | - 12 equipos de la K3 League 2024 - 11 equipos de la K4 League 2024 - Mejores 8 equipos de la K5 League 2024                                  |
| Segunda ronda    | 23–24 de marzo                 | 16       | 16+16 → 16                      | - 13 equipos de la K League 2 2024 - 3 equipos de la K3 League 2024                                                                           |
| Tercera ronda    | 17 de abril                    | 12       | 16+8 → 12                       | - 8 equipos de la K League 1 2024 |
| Cuarta ronda     | 19 de junio                    | 8        | 12+4 → 8                        | - 3 equipos participantes en la Liga de Campeones Elite de la AFC 2024-25 - 1 equipo participante en la Liga de Campeones 2 de la AFC 2024-25 |
| Cuartos de final | 17 de julio                    | 4        | 8 → 4                           | |
| Semifinales      | 21(ida) y 28(vuelta) de agosto | 2        | 4 → 2                           | |
| Final            | 30 de noviembre                | 2        | 2 → 1                           | |

## Primera ronda
El sorteo se realizó el 23 de febrero de 2024. Los partidos se jugaron el 9 y 10 de marzo de 2024.
| Equipo 1                             | Resultado            | Equipo 2                       |
| ------------------------------------ | -------------------- | ------------------------------ |
| Jeonbuk Jeonju OFC (5)               | 1-9                  | Gyeongju KSPO FC (3)           |
| Chuncheon Citizen (3)                | 2-0                  | Jeonju Citizen (4)             |
| Dajeon KORAIL FC (3)                 | 3–1                  | Dangjin Citizen (4)            |
| Daegu Dalseo Cheongsol FC (5)        | 0-4                  | Yeoju FC (3)                   |
| Seoul Gwanak Byeoksan Players FC (5) | 4-2 (t. s.)          | FC Chungju (4)                 |
| Siheung Citizen (3)                  | 3-2                  | Seoul Nowon United (4)         |
| Jinju Citizen (4)                    | 5-1                  | Jeonnam Sinan Sinan FC (5)     |
| Gyeongnam Yangsan Eogok FC (5)       | 2-1 (t. s.)          | FC Sejong (4)                  |
| Changwon FC (3)                      | 8-0                  | Gyeonggi Yangju Deokkye FC (5) |
| Daejeon Yuseong Seobu FC (5)         | 1-6                  | Busan Transportation FC (3)    |
| Yangpyeong FC (3)                    | 0–3                  | Pocheon Citizen (3)            |
| Seoul Seongdong Together (5)         | 1-6                  | Geoje Citizen (4)              |
| Paju Citizen (3)                     | 2–1                  | Namyangju Citizen (4)          |
| Gangneung Citizen (3)                | 4-0                  | Seoul Jungnang FC (4)          |
| Pyeongtaek Citizen (4)               | 3-3 (t. s.) (5-4 p.) | Pyeongchang United (4)         |
| Ulsan Citizen (3)                    | Match 16             | Bye                            |

## Segunda ronda
El sorteo se realizó el 23 de febrero de 2024. Los partidos se jugaron el 23 y 24 de marzo de 2024.
| Equipo 1                             | Resultado            | Equipo 2                       |
| ------------------------------------ | -------------------- | ------------------------------ |
| Gyeongju KSPO FC (3)                 | 0-1                  | Ansan Greeners FC (2)          |
| Suwon Samsung Bluewings (2)          | 2-1                  | Chuncheon Citizen (3)          |
| Dajeon KORAIL FC (3)                 | 1-1 (t. s.) (3-5 p.) | Seoul E-Land FC (2)            |
| Hwaseong FC (3)                      | 2-0                  | Yeoju FC (3)                   |
| Seoul Gwanak Byeoksan Players FC (5) | 1-3                  | Gimpo FC (2)                   |
| FC Anyang (2)                        | 1-0                  | Siheung Citizen (3)            |
| Jinju Citizen (4)                    | 1-0                  | Chungnam Asan FC (2)           |
| Cheonan City FC (2)                  | 4-0                  | Gyeongnam Yangsan Eogok FC (5) |
| Changwon FC (3)                      | 0-1                  | FC Mokpo (3)                   |
| Bucheon FC 1995 (2)                  | 2-1                  | Busan Transportation FC (3)    |
| Pocheon Citizen (3)                  | 0-3                  | Seongnam FC (2)                |
| Chungbuk Cheongju FC (2)             | 2-0                  | Geoje Citizen (4)              |
| Paju Citizen (3)                     | 0-1                  | Gyeongnam FC (2)               |
| Jeonnam Dragons (2)                  | 1-0                  | Gangneung Citizen (3)          |
| Pyeongtaek Citizen (4)               | 1-5                  | Gimhae City Hall FC (3)        |
| Busan IPark (2)                      | 0-0 (t. s.) (4-2 p.) | Ulsan Citizen (3)              |

## Tercera ronda
El sorteo se realizó el 23 de febrero de 2024. Los partidos se jugaron entre el 17 de abril de 2024.
| Equipo 1               | Resultado            | Equipo 2                    |
| ---------------------- | -------------------- | --------------------------- |
| Ansan Greeners FC (2)  | 0-1                  | Suwon Samsung Bluewings (2) |
| Seoul E-Land FC (2)    | 0-1                  | FC Seoul (1)                |
| Gangwon FC (1)         | 3-1 (t. s.)          | Hwaseong FC (3)             |
| FC Anyang (2)          | 0-1 (t. s.)          | Gimpo FC (2)                |
| Jinju Citizen (4)      | 0-2                  | Daejeon Hana Citizen (1)    |
| Jeju United (1)        | 2-2 (t. s.) (4-3 p.) | Cheonan City FC (2)         |
| FC Mokpo (3)           | 1-2                  | Bucheon FC 1995 (2)         |
| Seongnam FC (2)        | 1-0                  | Suwon FC (1)                |
| Daegu FC (1)           | 1-2 (t. s.)          | Chungbuk Cheongju FC (2)    |
| Gyeongnam FC (2)       | 1-0                  | Jeonnam Dragons (2)         |
| Incheon United (1)     | 1-0                  | Gimhae City Hall FC (3)     |
| Gimcheon Sangmu FC (1) | 3-2 (t. s.)          | Busan IPark (2)             |

## Cuarta ronda
El sorteo se realizó el 23 de febrero de 2024. Los partidos se jugaron el 19 de junio de 2024.
| Equipo 1                 | Resultado            | Equipo 2                    |
| ------------------------ | -------------------- | --------------------------- |
| Pohang Steelers (1)      | 1-1 (t. s.) (5-4 p.) | Suwon Samsung Bluewings (2) |
| FC Seúl (1)              | 0-0 (t. s.) (5-4 p.) | Gangwon FC (1)              |
| Gimpo FC (2)             | 1-0                  | Jeonbuk Hyundai Motors (1)  |
| Daejeon Hana Citizen (1) | 0-0 (t. s.) (7-8 p.) | Jeju United (1)             |
| Bucheon FC 1995 (2)      | 2-3                  | Gwangju FC (1)              |
| Seongnam FC (2)          | 1-1 (t. s.) (5-4 p.) | Chungbuk Cheongju (2)       |
| Ulsan HD FC (1)          | 4-4 (t. s.) (3-0 p.) | Gyeongnam FC (2)            |
| Incheon United (1)       | 0-0 (t. s.) (4-3 p.) | Gimcheon Sangmu FC (1)      |

## Fase final

### Cuadro de desarrollo
|  | Cuartos de final   | Cuartos de final   | Cuartos de final |                 |             | Semifinales                                              | Semifinales                                              | Semifinales                                              | Semifinales                                              | Semifinales                                              |  |                 | Final           | Final           | Final           |  |
|  | 17 de julio        | 17 de julio        | 17 de julio      |                 |             | 21 de agosto de 2024 (ida) 28 de agosto de 2024 (vuelta) | 21 de agosto de 2024 (ida) 28 de agosto de 2024 (vuelta) | 21 de agosto de 2024 (ida) 28 de agosto de 2024 (vuelta) | 21 de agosto de 2024 (ida) 28 de agosto de 2024 (vuelta) | 21 de agosto de 2024 (ida) 28 de agosto de 2024 (vuelta) |  |                 | 30 de noviembre | 30 de noviembre | 30 de noviembre |  |
|  |                    |                    |                  |                 |             |                                                          |                                                          |                                                          |                                                          |                                                          |  |                 |                 |                 |                 |  |
|  |                    |                    |                  |                 |             |                                                          |                                                          |                                                          |                                                          |                                                          |  |                 |                 |                 |                 |  |
|  | Gimpo FC           | Gimpo FC           | 0                |                 |             |                                                          |                                                          |                                                          |                                                          |                                                          |  |                 |                 |                 |                 |  |
|  | Gimpo FC           | Gimpo FC           | 0                |                 |             |                                                          |                                                          |                                                          |                                                          |                                                          |  |                 |                 |                 |                 |  |
|  | Jeju United        | Jeju United        | 1                |                 |             |                                                          |                                                          |                                                          |                                                          |                                                          |  |                 |                 |                 |                 |  |
|  | Jeju United        | Jeju United        | 1                |                 | Jeju United | Jeju United                                              | 2                                                        | 1                                                        | 3                                                        |                                                          |  |                 |                 |                 |                 |  |
|  |                    |                    |                  |                 | Jeju United | Jeju United                                              | 2                                                        | 1                                                        | 3                                                        |                                                          |  |                 |                 |                 |                 |  |
|  |                    |                    | Pohang Steelers  | Pohang Steelers | 2           | 2                                                        | 4                                                        |                                                          |                                                          |                                                          |  |                 |                 |                 |                 |  |
|  | Pohang Steelers    | Pohang Steelers    | Pohang Steelers  | Pohang Steelers | 2           | 2                                                        | 4                                                        | 5                                                        |                                                          |                                                          |  |                 |                 |                 |                 |  |
|  | Pohang Steelers    | Pohang Steelers    |                  |                 |             |                                                          |                                                          |                                                          |                                                          |                                                          |  |                 |                 |                 |                 |  |
|  | FC Seoul           | FC Seoul           | 1                |                 |             |                                                          |                                                          |                                                          |                                                          |                                                          |  |                 |                 |                 |                 |  |
|  | FC Seoul           | FC Seoul           | 1                |                 |             |                                                          |                                                          |                                                          |                                                          |                                                          |  | Pohang Steelers | Pohang Steelers | 3               |                 |  |
|  |                    |                    |                  |                 |             |                                                          |                                                          |                                                          |                                                          |                                                          |  | Pohang Steelers | Pohang Steelers | 3               |                 |  |
|  |                    |                    | Ulsan HD FC      | Ulsan HD FC     | 1           |                                                          |                                                          |                                                          |                                                          |                                                          |  |                 |                 |                 |                 |  |
|  | Gwangju FC (t. s.) | Gwangju FC (t. s.) | Ulsan HD FC      | Ulsan HD FC     | 1           | 3                                                        |                                                          |                                                          |                                                          |                                                          |  |                 |                 |                 |                 |  |
|  | Gwangju FC (t. s.) | Gwangju FC (t. s.) |                  |                 |             |                                                          |                                                          |                                                          |                                                          |                                                          |  |                 |                 |                 |                 |  |
|  | Seongnam FC        | Seongnam FC        | 2                |                 |             |                                                          |                                                          |                                                          |                                                          |                                                          |  |                 |                 |                 |                 |  |
|  | Seongnam FC        | Seongnam FC        | 2                |                 | Gwangju FC  | Gwangju FC                                               | 0                                                        | 2                                                        | 2                                                        |                                                          |  |                 |                 |                 |                 |  |
|  |                    |                    |                  |                 | Gwangju FC  | Gwangju FC                                               | 0                                                        | 2                                                        | 2                                                        |                                                          |  |                 |                 |                 |                 |  |
|  |                    |                    | Ulsan HD FC      | Ulsan HD FC     | 1           | 2                                                        | 3                                                        |                                                          |                                                          |                                                          |  |                 |                 |                 |                 |  |
|  | Ulsan HD FC        | Ulsan HD FC        | Ulsan HD FC      | Ulsan HD FC     | 1           | 2                                                        | 3                                                        | 1                                                        |                                                          |                                                          |  |                 |                 |                 |                 |  |
|  | Ulsan HD FC        | Ulsan HD FC        |                  |                 |             |                                                          |                                                          |                                                          |                                                          |                                                          |  |                 |                 |                 |                 |  |
|  | Incheon United     | Incheon United     | 0                |                 |             |                                                          |                                                          |                                                          |                                                          |                                                          |  |                 |                 |                 |                 |  |
|  | Incheon United     | Incheon United     | 0                |                 |             |                                                          |                                                          |                                                          |                                                          |                                                          |  |                 |                 |                 |                 |  |
|  |                    |                    |                  |                 |             |                                                          |                                                          |                                                          |                                                          |                                                          |  |                 |                 |                 |                 |  |

- Los horarios corresponde al huso horario local de Corea del Sur (UTC+09:00).

### Cuartos de final
El sorteo se realizó el 23 de febrero de 2024. Los partidos se jugaron el 17 de julio de 2024.
| Equipo 1            | Resultado   | Equipo 2           |
| ------------------- | ----------- | ------------------ |
| Ulsan HD FC (1)     | 1-0         | Incheon United (1) |
| Gimpo FC (2)        | 0-1         | Jeju United (1)    |
| Pohang Steelers (1) | 5-1         | FC Seúl (1)        |
| Gwangju FC (1)      | 3-2 (t. s.) | Seongnam FC (2)    |

### Semifinales
| Equipo 1        | Agr. | Equipo 2            | Ida | Vuelta |
| --------------- | ---- | ------------------- | --- | ------ |
| Jeju United (1) | 3-4  | Pohang Steelers (1) | 2-2 | 1-2    |
| Gwangju FC (1)  | 2-3  | Ulsan HD FC (1)     | 0-1 | 2-2    |

### Final
La final la disputarán los equipos por determinar como equipos vencedores de la ronda de semifinales. El partido se jugará el 30 de noviembre de 2024 en el Estadio Mundialista de Seúl de Seúl. 
| 1     | Guardameta     | Por determinar |  |
| 2     | Defensa        | Por determinar |  |
| 3     | Defensa        | Por determinar |  |
| 4     | Defensa        | Por determinar |  |
| 5     | Defensa        | Por determinar |  |
| 6     | Centrocampista | Por determinar |  |
| 7     | Centrocampista | Por determinar |  |
| 8     | Centrocampista | Por determinar |  |
| 9     | Centrocampista | Por determinar |  |
| 10    | Delantero      | Por determinar |  |
| 11    | Delantero      | Por determinar |  |
| D. T. | D. T.          | Por determinar |  |

| 1     | Guardameta     | Por determinar |  |
| 2     | Defensa        | Por determinar |  |
| 3     | Defensa        | Por determinar |  |
| 4     | Defensa        | Por determinar |  |
| 5     | Defensa        | Por determinar |  |
| 6     | Centrocampista | Por determinar |  |
| 7     | Centrocampista | Por determinar |  |
| 8     | Centrocampista | Por determinar |  |
| 9     | Centrocampista | Por determinar |  |
| 10    | Delantero      | Por determinar |  |
| 11    | Delantero      | Por determinar |  |
| D. T. | D. T.          | Por determinar |  |

| Principal  | Por determinar |
| Asistentes | Por determinar |
|            | Por determinar |
| Cuarto     | Por determinar |
| Quinto     | Por determinar |

| VAR            | Por determinar |
| Asistentes VAR | Por determinar |

| 1     | Guardameta     | Por determinar |  |
| 2     | Defensa        | Por determinar |  |
| 3     | Defensa        | Por determinar |  |
| 4     | Defensa        | Por determinar |  |
| 5     | Defensa        | Por determinar |  |
| 6     | Centrocampista | Por determinar |  |
| 7     | Centrocampista | Por determinar |  |
| 8     | Centrocampista | Por determinar |  |
| 9     | Centrocampista | Por determinar |  |
| 10    | Delantero      | Por determinar |  |
| 11    | Delantero      | Por determinar |  |
| D. T. | D. T.          | Por determinar |  |

| 1     | Guardameta     | Por determinar |  |
| 2     | Defensa        | Por determinar |  |
| 3     | Defensa        | Por determinar |  |
| 4     | Defensa        | Por determinar |  |
| 5     | Defensa        | Por determinar |  |
| 6     | Centrocampista | Por determinar |  |
| 7     | Centrocampista | Por determinar |  |
| 8     | Centrocampista | Por determinar |  |
| 9     | Centrocampista | Por determinar |  |
| 10    | Delantero      | Por determinar |  |
| 11    | Delantero      | Por determinar |  |
| D. T. | D. T.          | Por determinar |  |

| Principal  | Por determinar |
| Asistentes | Por determinar |
|            | Por determinar |
| Cuarto     | Por determinar |
| Quinto     | Por determinar |

| VAR            | Por determinar |
| Asistentes VAR | Por determinar |

| 1     | Guardameta     | Por determinar |  |
| 2     | Defensa        | Por determinar |  |
| 3     | Defensa        | Por determinar |  |
| 4     | Defensa        | Por determinar |  |
| 5     | Defensa        | Por determinar |  |
| 6     | Centrocampista | Por determinar |  |
| 7     | Centrocampista | Por determinar |  |
| 8     | Centrocampista | Por determinar |  |
| 9     | Centrocampista | Por determinar |  |
| 10    | Delantero      | Por determinar |  |
| 11    | Delantero      | Por determinar |  |
| D. T. | D. T.          | Por determinar |  |

| 1     | Guardameta     | Por determinar |  |
| 2     | Defensa        | Por determinar |  |
| 3     | Defensa        | Por determinar |  |
| 4     | Defensa        | Por determinar |  |
| 5     | Defensa        | Por determinar |  |
| 6     | Centrocampista | Por determinar |  |
| 7     | Centrocampista | Por determinar |  |
| 8     | Centrocampista | Por determinar |  |
| 9     | Centrocampista | Por determinar |  |
| 10    | Delantero      | Por determinar |  |
| 11    | Delantero      | Por determinar |  |
| D. T. | D. T.          | Por determinar |  |

| Principal  | Por determinar |
| Asistentes | Por determinar |
|            | Por determinar |
| Cuarto     | Por determinar |
| Quinto     | Por determinar |

| VAR            | Por determinar |
| Asistentes VAR | Por determinar |

| 1     | Guardameta     | Por determinar |  |
| 2     | Defensa        | Por determinar |  |
| 3     | Defensa        | Por determinar |  |
| 4     | Defensa        | Por determinar |  |
| 5     | Defensa        | Por determinar |  |
| 6     | Centrocampista | Por determinar |  |
| 7     | Centrocampista | Por determinar |  |
| 8     | Centrocampista | Por determinar |  |
| 9     | Centrocampista | Por determinar |  |
| 10    | Delantero      | Por determinar |  |
| 11    | Delantero      | Por determinar |  |
| D. T. | D. T.          | Por determinar |  |

| 1     | Guardameta     | Por determinar |  |
| 2     | Defensa        | Por determinar |  |
| 3     | Defensa        | Por determinar |  |
| 4     | Defensa        | Por determinar |  |
| 5     | Defensa        | Por determinar |  |
| 6     | Centrocampista | Por determinar |  |
| 7     | Centrocampista | Por determinar |  |
| 8     | Centrocampista | Por determinar |  |
| 9     | Centrocampista | Por determinar |  |
| 10    | Delantero      | Por determinar |  |
| 11    | Delantero      | Por determinar |  |
| D. T. | D. T.          | Por determinar |  |

| Principal  | Por determinar |
| Asistentes | Por determinar |
|            | Por determinar |
| Cuarto     | Por determinar |
| Quinto     | Por determinar |

| VAR            | Por determinar |
| Asistentes VAR | Por determinar |

|                        |
|                        |
| Campeón Por determinar |

|                          |
| Bandera de Corea del Sur |
| Campeón .º título        |